# Blackbird (песня The Beatles)
«Blackbird» (с англ. — «Чёрный дрозд»; жарг. Чёрная девушка) — песня The Beatles из «Белого альбома».

## История создания
Пол Маккартни утверждал, что на сочинение «Blackbird» его вдохновила сюита ми минор И. С. Баха, которую он в юности пытался играть на гитаре вместе с Джорджем Харрисоном. Начало этой сюиты Маккартни и переделал для композиции «Blackbird».
В первую ночь, когда его будущая жена Линда Истман осталась у него дома, Маккартни исполнил «Blackbird» для собравшихся возле дома поклонников .

## Значение
О значении «Blackbird» Маккартни рассказал в мае 2002 года после концерта в Далласе. По его словам, песня была написана им в Шотландии весной 1968 года как ответ на расистские волнения в Соединённых Штатах, что он также подтвердил и после выступления на фестивале искусств в 2009 году, добавив: «Хорошо, что многие предрассудки с тех пор удалось преодолеть».

## Запись
Песня была записана 11 июня 1968 года. Джордж Мартин был продюсером, а Джефф Эмерик — звукорежиссёром. Маккартни был единственным вокалистом и играл соло на акустической гитаре. В запись также был включён щебет чёрного дрозда.
Несколько изменённые версии песни вошли в альбом Love (как прелюдия к «Yesterday») и сборники Anthology 3 и The Beatles in Mono.